# Winner Is King
Winner Is King (Chino: 杀破狼; Pinyin: Shā Pò Láng) es una próxima serie de televisión china basada en la novela histórica BL Sha Po Lang de Priest protagonizada por Tan Jianci, Chen Zheyuan, Li Hongyi y Sun Anke. Se espera que la serie sea emitida en Tencent Video con 45 episodios.

## Sinopsis
En la era de la Gran Dinastía Liang, el Reino de Xuan del Norte obtuvo un breve respiro después de una guerra. Chang Geng (Chen Zheyuan), que reside en un pequeño pueblo, fue atacado por una manada de lobos durante una excursión, pero fue salvado por Shen Shiliu (Tan Jianci). Para devolver su amabilidad, Chang Geng lo reconoce como su padre adoptivo. Las fuerzas enemigas, la tribu Heavenly Wolf, esperaron la oportunidad de invadir y desencadenar una guerra. En un momento crítico, Chang Geng descubre que él es el cuarto príncipe del norte de Xuan, y Shen Shiliu es Gu Yun, el comandante del ejército de Xuan Tie. Gu Yun derrotó a la tribu del Lobo Celestial y acompañó a Chang Geng a la ciudad capital.
El actual emperador del norte de Xuan fallece y Li Feng asciende al trono como el nuevo Emperador. Sin embargo, su base aún no es estable. El ambicioso Príncipe de Wei está aspirando a su trono y vio esto como una oportunidad para crear una crisis. Li Feng, desconfiado de la destreza militar de Gu Yun, envía a Gu Yun a proteger las fronteras. Chang Geng también eligió unirse al Pabellón Lin Yuan y siguió a los expertos del pabellón alrededor del mundo para viajar y experimentar la vida. Después de varios años, se convirtió en alguien con grandes ambiciones y talento para gobernar. En este momento, el norte de Xuan enfrenta problemas tanto internos como externos. Chang Geng regresa a la capital y usa su conocimiento y nuevas habilidades para ayudar al Emperador a asegurar su reinado. Sin embargo, continuamente surgen problemas, como la rebelión de los funcionarios del patio interior, el asesinato de Li Feng y el ataque de Jiang Nan por fuerzas externas. Por fin, Chang Geng logra ascender al trono y resucitar a Bei del Norte, cumpliendo su visión de la paz mundial.

## Reparto
- Tan Jianci como Gu Yun / Shen Shiliu
- Chen Zheyuan como Chang Geng[2]
- Li Hong Yi como Shen Yi
- Sun Anke como Chen Qingxu

## Producción
En diciembre de 2019, Ciwen Media anunció que el guion ya había sido completado. Conservaría los elementos del steampunk en la novela, como los mechas, las cometas gigantes y el hierro pesado. La serie comenzó a filmarse en Xiangshan Global Studios en julio de 2020. Está dirigida por Zhou Yuanzhou, quien también dirigió la serie Guardian de 2018 .